# Anax bangweuluensis
Anax bangweuluensis là một loài chuồn chuồn ngô thuộc họ Aeshnidae. Nó được tìm thấy ở Botswana và Zambia. Môi trường sống tự nhiên của chúng là sông ngòi và đầm lầy.